# Kleosztratosz
Kleosztratosz (i. e. 4. század) görög költő.
Tenedoszból származott és közvetlenül Nagy Sándor korát megelőzően élt, mást nem tudunk róla. Egy csillagászati tárgyú tankölteményéből maradt fenn néhány apró töredék, a mű címe: „Phaenomena”.